# Castelo de Paiva
Castelo de Paiva – miejscowość w Portugalii, leżąca w dystrykcie Aveiro, w regionie Północ w podregionie Tâmega. Miejscowość jest siedzibą gminy o tej samej nazwie.

## Demografia
| Liczba ludności gminy Castelo de Paiva (1801–2011) | Liczba ludności gminy Castelo de Paiva (1801–2011) | Liczba ludności gminy Castelo de Paiva (1801–2011) | Liczba ludności gminy Castelo de Paiva (1801–2011) | Liczba ludności gminy Castelo de Paiva (1801–2011) | Liczba ludności gminy Castelo de Paiva (1801–2011) | Liczba ludności gminy Castelo de Paiva (1801–2011) | Liczba ludności gminy Castelo de Paiva (1801–2011) | Liczba ludności gminy Castelo de Paiva (1801–2011) | Liczba ludności gminy Castelo de Paiva (1801–2011) |
| -------------------------------------------------- | -------------------------------------------------- | -------------------------------------------------- | -------------------------------------------------- | -------------------------------------------------- | -------------------------------------------------- | -------------------------------------------------- | -------------------------------------------------- | -------------------------------------------------- | -------------------------------------------------- |
| 1801                                               | 1849                                               | 1900                                               | 1930                                               | 1960                                               | 1981                                               | 1991                                               | 2001                                               | 2004                                               | 2011                                               |
| 6691                                               | 7586                                               | 9728                                               | 11 450                                             | 17 756                                             | 17 026                                             | 16 515                                             | 17 338                                             | 17 089                                             | 16 733                                             |

## Sołectwa
Sołectwa gminy Castelo de Paiva (ludność wg stanu na 2011 r.):
- Bairros – 2047 osób
- Fornos – 1439 osób
- Paraíso – 924 osoby
- Pedorido – 1458 osób
- Raiva – 2312 osób
- Real – 1300 osób
- Santa Maria de Sardoura – 2538 osób
- São Martinho de Sardoura – 1931 osób
- Sobrado – 2784 osoby